# Крушедол Село
Крушедол Село је насеље у Србији у општини Ириг у Сремском округу. Према попису из 2022. било је 288 становника.
То је сремско насеље које се састоји од Крушедол Села и Крушедол Прњавора. Налази се на јужним падинама Фрушке горе, у иришкој општини. Године 1991, Крушедол Село је имало 372, а Крушедол Прњавор 229 становника.
У Крушедол Селу живи претежно староседелачко сремско становништво. Село је настало крајем 15. века. Овде постоји релативно стара црква, Сретењска црква, која је била манастирска црква некадашње задужбине и женског манастира који је основала деспотица Ангелина Бранковић из 1512-1516. године, где је она живела и умрла.
У Крушедолу је 20. јула 2011. ухапшен Горан Хаџић.

## Демографија
У насељу Крушедол Село живи 306 пунолетних становника, а просечна старост становништва износи 43,7 година (41,7 код мушкараца и 45,7 код жена). У насељу има 147 домаћинстава, а просечан број чланова по домаћинству је 2,64.
Ово насеље је великим делом насељено Србима (према попису из 2002. године).
|  |

| Демографија | Демографија | Демографија |
| Година      | Становника  | Становника  |
| ----------- | ----------- | ----------- |
| 1948.       | 450         |             |
| 1953.       | 508         |             |
| 1961.       | 568         |             |
| 1971.       | 508         |             |
| 1981.       | 424         |             |
| 1991.       | 372         | 362         |
| 2002.       | 388         | 400         |

| Етнички састав према попису из 2002.‍ | Етнички састав према попису из 2002.‍ | Етнички састав према попису из 2002.‍ | Етнички састав према попису из 2002.‍ | Етнички састав према попису из 2002.‍ |
| ------------------------------------ | ------------------------------------ | ------------------------------------ | ------------------------------------ | ------------------------------------ |
|                                      |                                      |                                      |                                      |                                      |
| Срби                                 | Срби                                 |                                      | 373                                  | 96,13%                               |
| Немци                                | Немци                                |                                      | 3                                    | 0,77%                                |
| Мађари                               | Мађари                               |                                      | 3                                    | 0,77%                                |
| Словаци                              | Словаци                              |                                      | 1                                    | 0,25%                                |
| Југословени                          | Југословени                          |                                      | 1                                    | 0,25%                                |
| непознато                            | непознато                            |                                      | 7                                    | 1,80%                                |

| Година пописа     | 1948. | 1953. | 1961. | 1971. | 1981. | 1991. | 2002. |
| ----------------- | ----- | ----- | ----- | ----- | ----- | ----- | ----- |
| Број домаћинстава | 151   | 155   | 169   | 162   | 148   | 146   | 147   |

| Број чланова      | 1  | 2  | 3  | 4  | 5 | 6  | 7 | 8 | 9 | 10 и више | Просек |
| ----------------- | -- | -- | -- | -- | - | -- | - | - | - | --------- | ------ |
| Број домаћинстава | 48 | 38 | 22 | 17 | 7 | 11 | 3 | 1 | 0 | 0         | 2,64   |

| Пол    | Укупно | Неожењен/Неудата | Ожењен/Удата | Удовац/Удовица | Разведен/Разведена | Непознато |
| ------ | ------ | ---------------- | ------------ | -------------- | ------------------ | --------- |
| Мушки  | 152    | 36               | 100          | 11             | 5                  | 0         |
| Женски | 164    | 19               | 95           | 42             | 8                  | 0         |
| УКУПНО | 316    | 55               | 195          | 53             | 13                 | 0         |

| Пол    | Укупно                    | Пољопривреда, лов и шумарство | Рибарство                            | Вађење руде и камена | Прерађивачка индустрија       |
| ------ | ------------------------- | ----------------------------- | ------------------------------------ | -------------------- | ----------------------------- |
| Мушки  | 79                        | 50                            | 0                                    | 0                    | 7                             |
| Женски | 46                        | 26                            | 0                                    | 0                    | 3                             |
| УКУПНО | 125                       | 76                            | 0                                    | 0                    | 10                            |
| Пол    | Производња и снабдевање   | Грађевинарство                | Трговина                             | Хотели и ресторани   | Саобраћај, складиштење и везе |
| Мушки  | 0                         | 2                             | 6                                    | 0                    | 2                             |
| Женски | 0                         | 0                             | 3                                    | 0                    | 1                             |
| УКУПНО | 0                         | 2                             | 9                                    | 0                    | 3                             |
| Пол    | Финансијско посредовање   | Некретнине                    | Државна управа и одбрана             | Образовање           | Здравствени и социјални рад   |
| Мушки  | 0                         | 0                             | 0                                    | 1                    | 2                             |
| Женски | 0                         | 2                             | 2                                    | 3                    | 1                             |
| УКУПНО | 0                         | 2                             | 2                                    | 4                    | 3                             |
| Пол    | Остале услужне активности | Приватна домаћинства          | Екстериторијалне организације и тела | Непознато            | Непознато                     |
| Мушки  | 2                         | 1                             | 0                                    | 6                    | 6                             |
| Женски | 0                         | 0                             | 0                                    | 5                    | 5                             |
| УКУПНО | 2                         | 1                             | 0                                    | 11                   | 11                            |